# Zygometis lactea
Zygometis lactea là một loài nhện trong họ Thomisidae.
Loài này thuộc chi Zygometis. Zygometis lactea được Ludwig Carl Christian Koch miêu tả năm 1876.